# Post-punk revival
Il Post-punk revival, anche conosciuto come garage rock revival, new wave revival e  new rock revolution è un sottogenere dell'indie rock che si sviluppò tra la fine degli anni '90 e l'inizio dei '00 ispirato dalle sonorità originarie del garage rock degli anni '60, dalla New wave e dal post-punk della fine '70/inizio '80.

## Definizione e caratteristiche

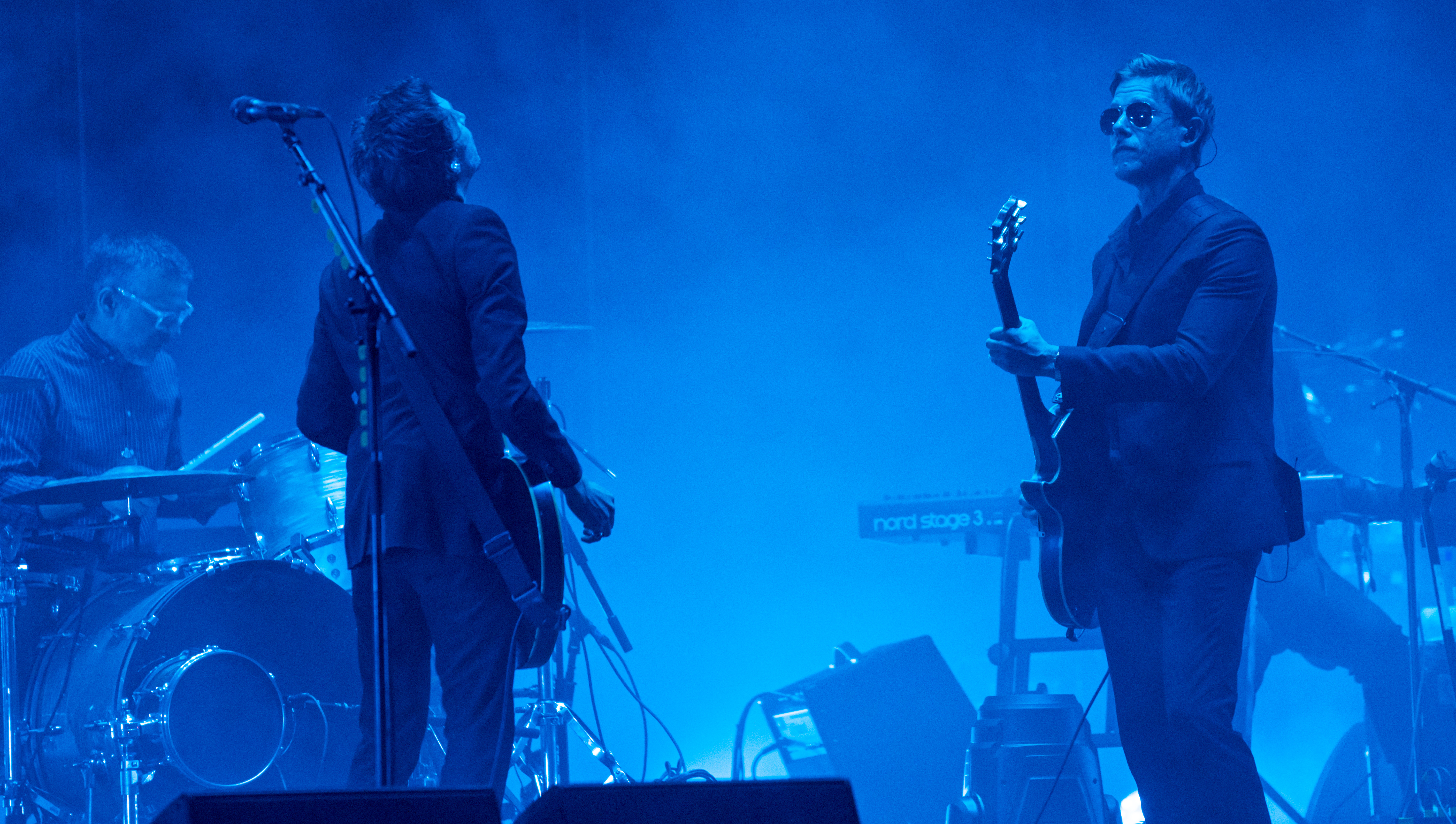
Interpol, una delle band fondatrici del post-punk revival in una foto del 2019

Il termine post-punk fu coniato sul finire degli anni '70 per descrivere gruppi che pur ispirandosi all'energia del punk rock mantenendone la posizione iconoclasta ne contestavano l'eccessiva semplificazione, sperimentando strutture musicali e temi lirici più complessi e un'immagine consapevolmente collegata all'arte contemporanea.
All'inizio degli anni 2000, emerse a livello mainstream una nuova generazione di band che suonava una versione scarna e basica di rock chitarristico, venendo spesso catalogati come parte di un revival garage rock, new wave o post-punk. Le loro influenze spaziavano dal blues tradizionale, alla new wave al grunge, in composizioni che andavano dalle tracce atonali di band come Liars alle canzoni pop melodiche di gruppi come the Sounds, rendendo popolari i suoni distorti delle chitarre. Queste band condividevano tra loro l'enfasi sulla necessità di concerti energici e usavano l'estetica (nei capelli e nei vestiti) strettamente allineata con i loro fan, spesso attingendo alla moda degli anni '50 e '60, con "cravatte sottili, cinture bianche e tagli di capelli". L'enfasi era spesso puntata sull'"autenticità del rock" vista come reazione agli eccessi commerciali di quei gruppi del nu metal, dell'hip hop e del post-Britpop che guardavano ad MTV.
Siccome queste nuove band provenivano da paesi di tutto il mondo, citavano influenze molto diverse tra loro ed adottavano stili di abbigliamento diversi, la loro unità come genere è stata spesso contestata. Per lo storico del garage rock Eric James Abbey, si trattava di band diverse che si appropriarono (o ricevettero) l'etichetta "garage" per ottenere un certo grado di credibilità. AllMusic ha affermato che piuttosto che un revival, la storia del post-punk era più un continuum dalla metà degli anni '80 in poi, con un disseminarsi di band che includevano Big Flame, World Domination Enterprises e Minimal Compact che estendevano il genere. A metà degli anni '90, band degne di nota in questo senso includevano Six Finger Satellite, Brainiac ed Elastica. All'inizio del secolo, il termine "post-punk" iniziò nuovamente a comparire sulla stampa musicale, con un certo numero di critici che ripresero questa etichetta per descrivere un nuovo coacervo di band che condividevano parte dell'estetica dell'era post-punk originaria. Il critico musicale Simon Reynolds ha notato che band come The Rapture e Franz Ferdinand sono state influenzate dalla tensione più spigolosa del post-punk, in particolare da band come Wire e Gang of Four. Altri hanno identificato questo movimento come un'altra ondata di revivalismo garage rock, con NME nel 2003 che lo descrisse come una "nuova rivoluzione garage rock", o semplicemente una "nuova rivoluzione rock". Secondo il critico musicale Jim DeRogatis, gli Strokes, i White Stripes e the Hives avevano tutti un suono "in qualche misura radicato nel garage rock dell'era dei Nuggets".

## Storia

### Retroterra

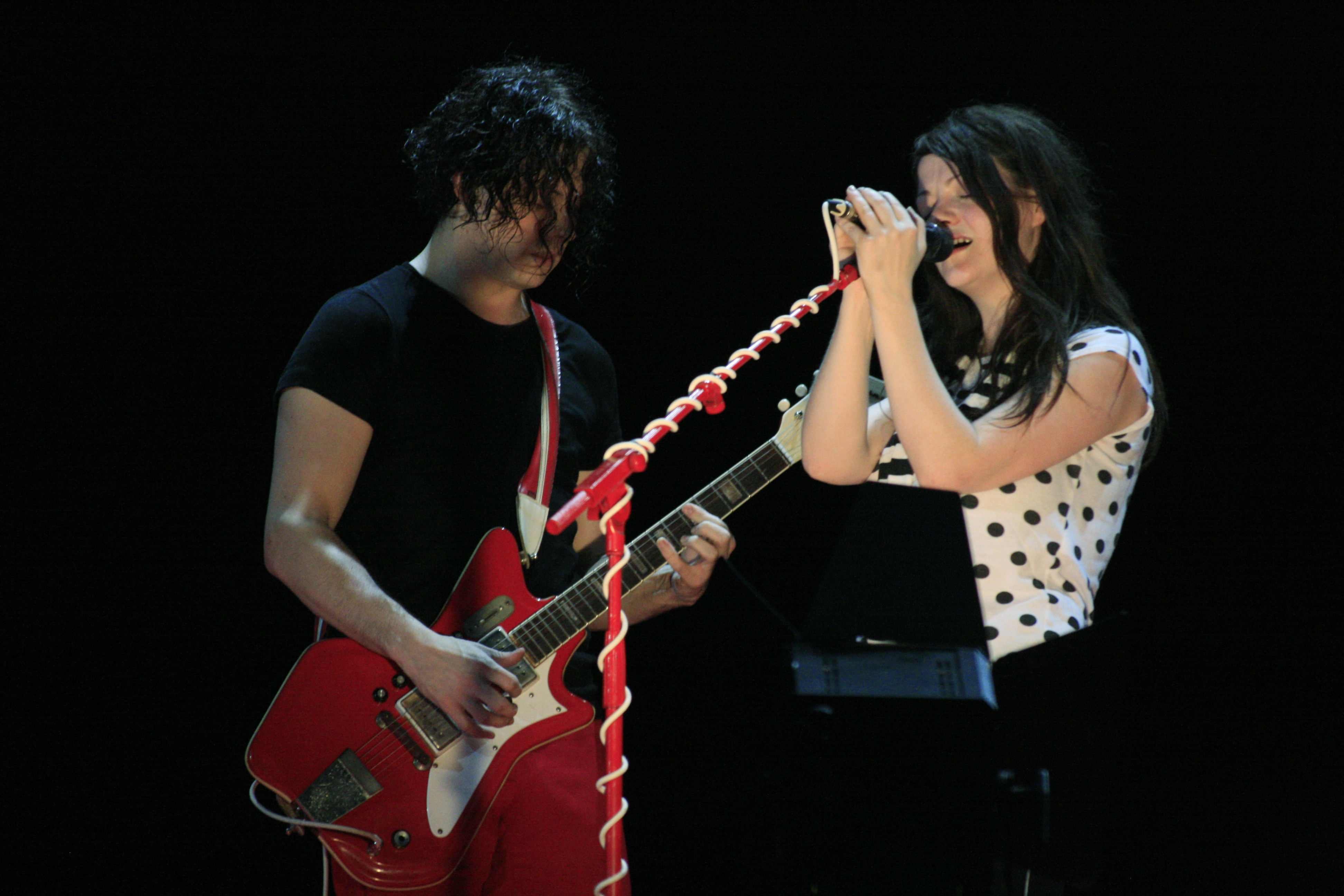
The White Stripes nel 2007

Nel 2000 le scene musicali locali di diversi paesi avevano band che suonavano musica alternativa e indie, guardando con interesse al garage rock ed agli elementi del punk negli anni '80 e '90. La scena rock di Detroit includeva i White Stripes ed i Von Bondies. La città era un terreno cruciale per i Black Keys dell'Ohio. La scena di New York includeva Strokes, Interpol, Yeah Yeah Yeahs, TV on the Radio, LCD Soundsystem, the Walkmen, the Rapture e Liars. A Los Angeles e San Francisco, la scena era incentrata sui Black Rebel Motorcycle Club, the Brian Jonestown Massacre, Dandy Warhols e sui Silversun Pickups. Altri paesi avevano le proprie band locali che incorporavano musica post-punk.

### 2001-2006: Svolta commerciale

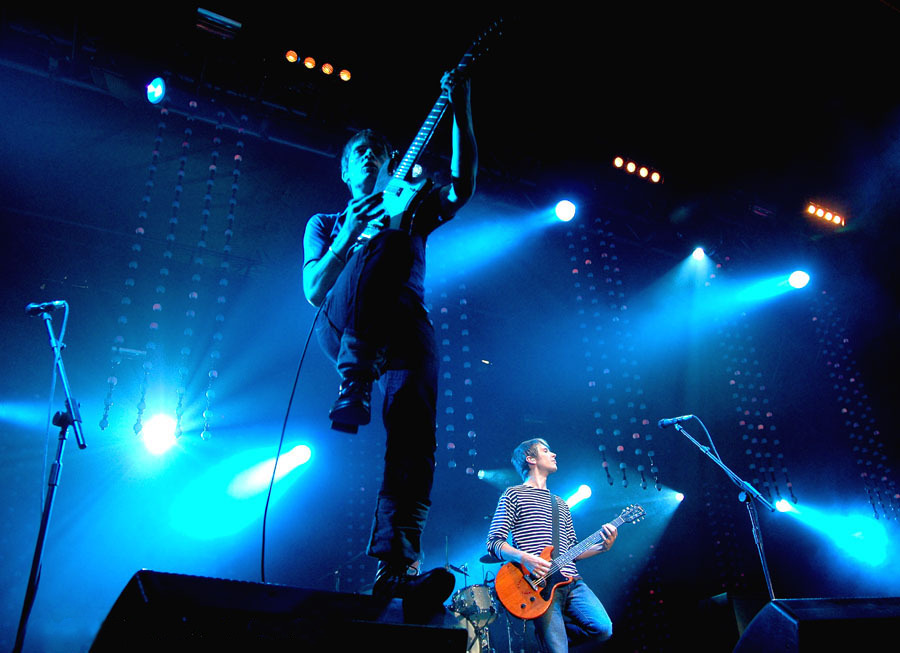
Franz Ferdinand on stage in 2006

Queste scene iniziarono a suscitare interesse commerciale prima nel Regno Unito, con un piccolo gruppo di band. Gli Strokes sono emersi dalla scena dei club di New York con il loro album di debutto, Is This It (2001), che raggiunse il numero 2 nel Regno Unito e ha scalato la Top 50 in America. Gli White Stripes di Detroit, hanno pubblicato il loro terzo album, White Blood Cells (2001), che si è classificato decentemente sia negli Stati Uniti che nel Regno Unito, oltre a generare due singoli transatlantici nella Top 25. Gli svedesi the Hives sono diventati un successo mainstream con la loro compilation Your New Favourite Band (2001) che ha raggiunto la posizione numero 7 nelle classifiche del Regno Unito. Sempre nel 2001, l'album di debutto dei Black Rebel Motorcycle Club ha raggiunto il numero 5 nel Regno Unito. Gli australiani The Vines hanno pubblicato Highly Evolved nel 2002, che è stato uno dei primi 5 successi sia in Inghilterra che in Australia, e ha raggiunto la posizione numero 11 negli Stati Uniti. Insieme a Strokes, White Stripes, Hives e altri, furono soprannominati "i salvatori del rock 'n' roll", spingendo la rivista Rolling Stone a dichiarare su la sua copertina del settembre 2002, "Rock is Back!". Questa attenzione della stampa, a sua volta, ha portato ad accuse di eccessivo clamore, e alcuni hanno additato questa scena come non originale, consapevole dell'immagine e stonata, sebbene secondo Reynolds, "a parte forse i White Stripes, nessuno potrebbe davvero essere descritto come retrò".

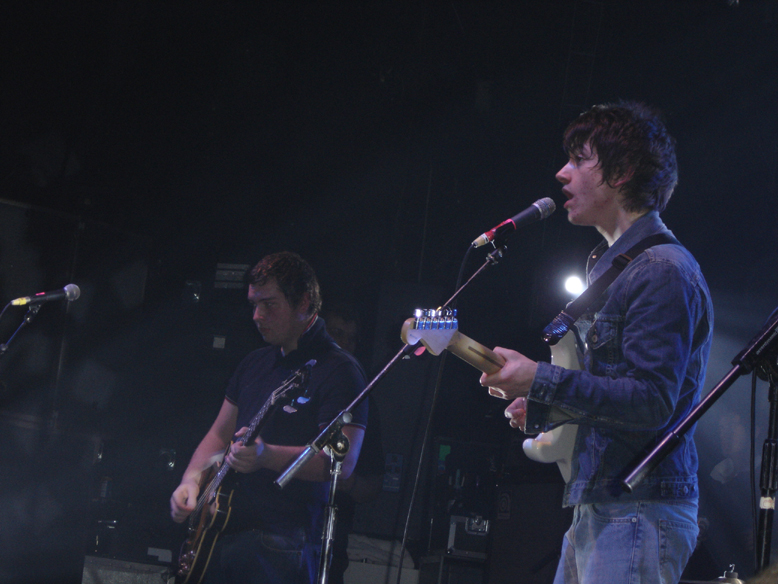
Arctic Monkeys on stage in 2006

Sulla scia di questa attenzione, gruppi già esistenti come Yeah Yeah Yeahs sono stati in grado di firmare per le principali etichette discografiche. Una seconda ondata di band che è riuscita a ottenere il riconoscimento internazionale come risultato del movimento includeva Interpol, Black Keys, the Killers, Kings of Leon, Modest Mouse, the Shins, the Bravery, Spoon, the Hold Steady e the National  negli Stati Uniti, e Franz Ferdinand, Bloc Party, the Futureheads, the Cribs, the Libertines, Kaiser Chiefs and the Kooks nel Regno Unito. Gli Arctic Monkeys sono stati l'esperienza più importante per il loro successo commerciale connesso all'uso del social networking su Internet, con due singoli n. 1 Whatever People Say I Am, That's What I'm Not (2006), che è diventato l'album di debutto più venduto nella storia delle classifiche britanniche.

### 2007-2010: Popolarità in declino
In quanto a forza commerciale mainstream, la rinascita fu di breve durata. Nel 2007, il successo iniziale del movimento stava cominciando a diminuire, portando i commentatori a discutere del suo declino come fenomeno e sostenere che era stato superato da fenomeni musicalmente ed emotivamente più complessi, con gruppi indie rock come gli Arcade Fire (che, tuttavia, sono stati descritti dalla critica come caratterizzati da influenze e suoni post-punk) e Death Cab for Cutie.
Entro la fine del decennio, molte delle bande del movimento si erano sciolte, erano in pausa o si erano trasferite in altre aree musicali e pochissime avevano un impatto significativo sulle classifiche. Le band che sono tornate a registrare e fare tournée negli anni 2010 includevano Franz Ferdinand, Arctic Monkeys, the Strokes e Interpol.

### 2011-presente: Rinascita

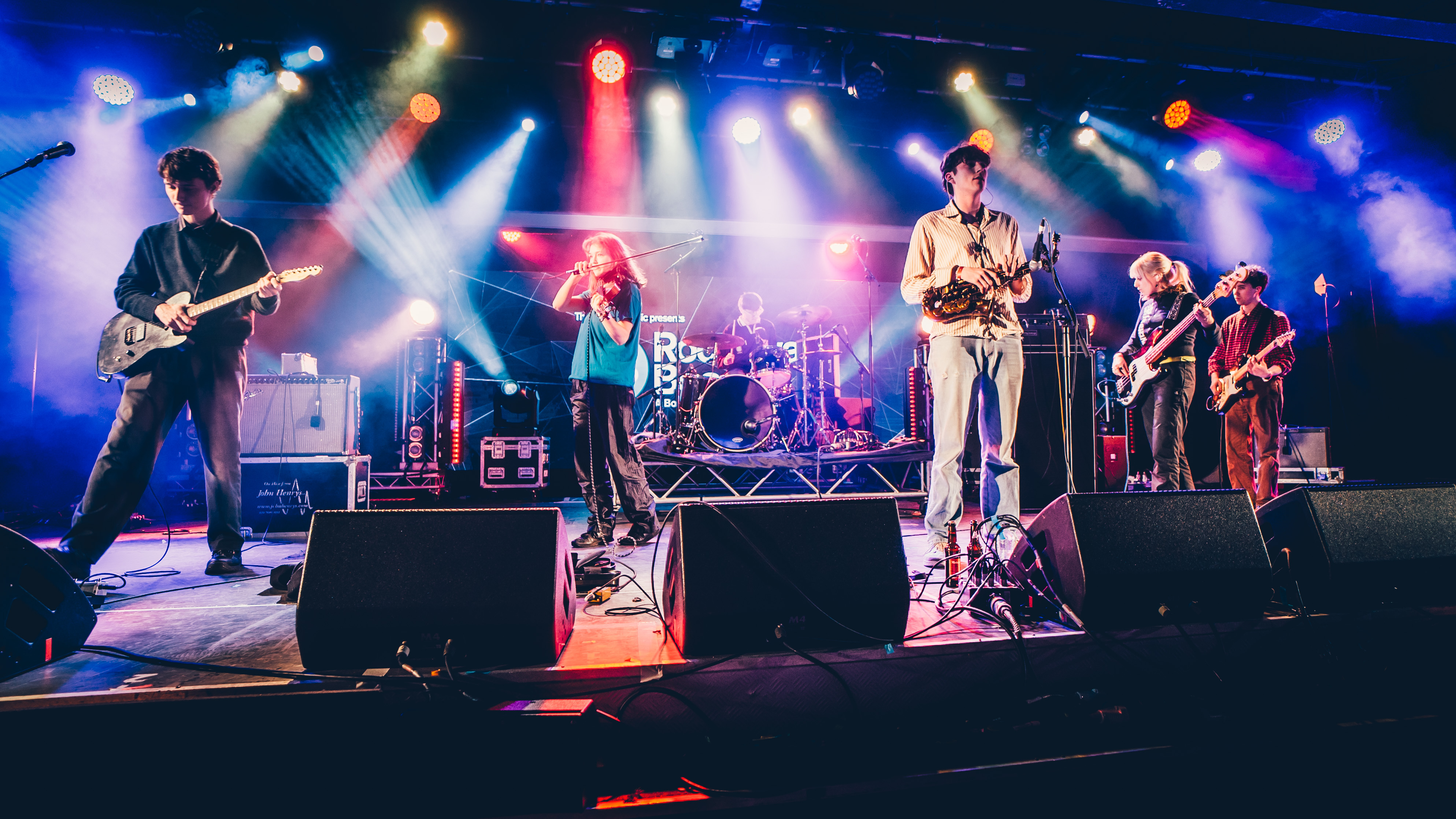
Black Country, New Road dal vivo nel 2020

Quando il post-punk è tornato nell'underground, band in tutto il mondo hanno iniziato a spuntare e ad accumulare seguaci di culto, come Parquet Courts, Protomartyr e Geese (Stati Uniti), Preoccupations (Canada), Iceage (Danimarca) e Viagra Boys (Svezia).
Tra la metà e la fine degli anni '10 e l'inizio degli anni '20, è emersa una nuova ondata di band post-punk dalla Gran Bretagna e dall'Irlanda. I gruppi in questa scena sono stati descritti con il termine "Crank Wave" da NME e The Quietus nel 2019 e come "Post-Brexit New Wave" dallo scrittore di NPR Matthew Perpetua nel 2021. Perpetua descrive i gruppi sulla scena come "band britanniche che parlano un po' cantando sulla musica post-punk, ed a volte è più simile al post-rock".
Molti di questi esempi sono associati al produttore Dan Carey e alla sua etichetta discografica Speedy Wunderground. Gli artisti che sono stati identificati come parte dello stile includono Black Midi, Squid, Black Country, New Road, Dry Cleaning, Shame, Sleaford Mods, Fontaines D.C., The Murder Capital e Idles.